# Ilse Friedleben

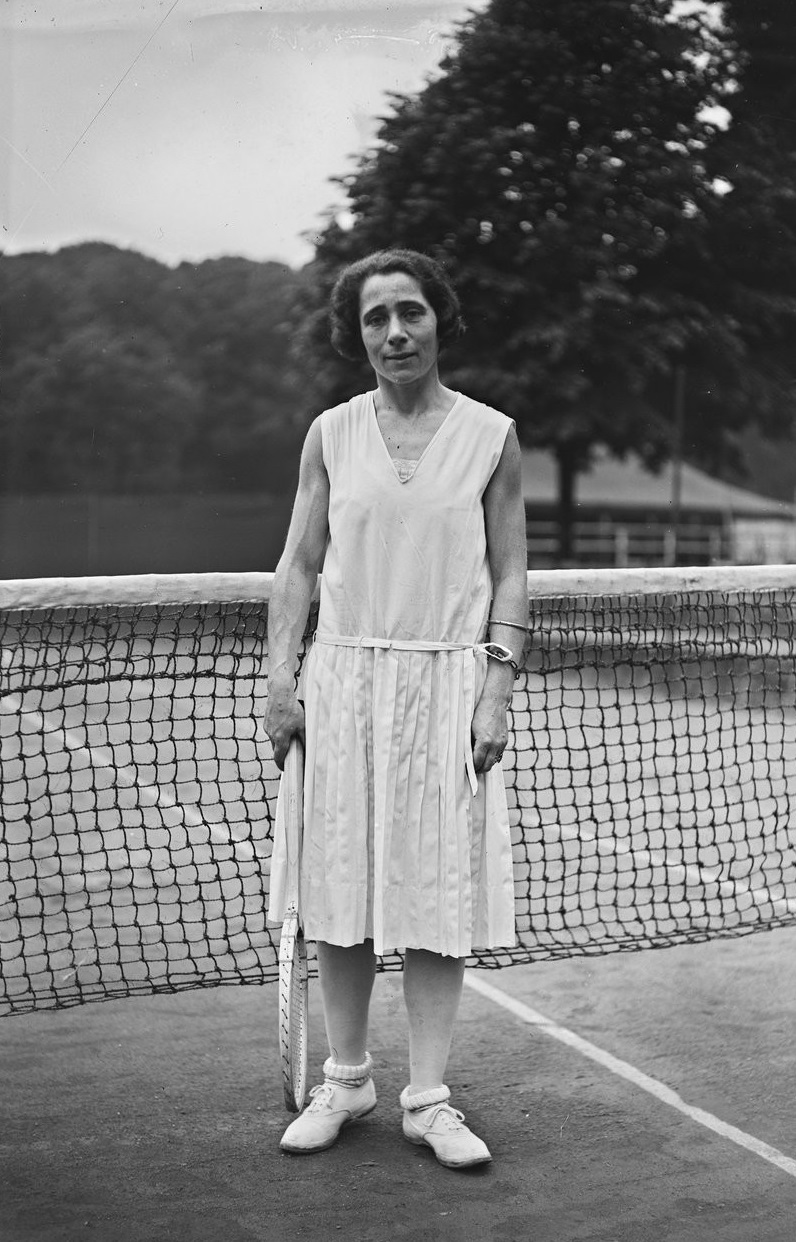
Friedleben 1927 in Saint-Cloud

Ilse Friedleben (* 2. September 1893 in Frankfurt am Main als Ilse Weihermann; ✡ Dezember 1963 in London) war eine deutsche Tennisspielerin.

## Leben
Ilse Friedleben wurde als zweitälteste Tochter des Wechselmaklers Sigmund Weihermann (* 19. April 1862 in Feuchtwangen, ✡ 13. Juli 1918 in Frankfurt am Main) und dessen Ehefrau Ida, geborene Scheidt (* 2. November 1867 in Kitzingen) in Frankfurt am Main geboren. Ihre ältere Schwester Lotte Dunham (* 24. August 1891, ✡ März 1979) besuchte ab dem Jahr 1909 eine Schule in Cambridge, studierte in London Medizin und arbeitete dort 56 Jahre lang als Ärztin. Ilse Weihermann spielte zusammen mit ihren beiden jüngeren Schwestern Toni (Tony) Richter (* 11. September 1895) und Anna Hemp (* 23. August 1897, in zweiter Ehe Anna Verity, † 1980) Hockey beim SC Frankfurt 1880. Tennis spielte sie dagegen im Frankfurter TC Palmengarten. Bereits vor dem Ersten Weltkrieg zählte sie mit ihrer Schwester Toni zu den besten deutschen Tennisspielerinnen.
Am 30. April 1919 heiratete Ilse Weihermann in Frankfurt am Main den Juristen Karl Hermann Friedleben (* 18. Oktober 1886).
In den ersten Jahren der Weimarer Republik gelangen ihr die größten sportlichen Erfolge. Sie gewann zwischen 1920 und 1926 sechs Mal die Deutschen Meisterschaften in Hamburg. Lediglich 1925 musste sie sich dort ihrer Dauerrivalin Nelly Neppach geschlagen geben. Mit der Finalniederlage 1927 in Hamburg vor 2.500 Zuschauern gegen die aufstrebende Cilly Aussem kündigte sich das Ende ihrer Ära an. Die Zeitschrift Tennis und Golf schrieb über das Finale: „Mit 6:3, 6:3 errang Frl. Aussem ihre erste deutsche Meisterschaft, gegen diejenige Spielerin unserer Extraklasse, deren Erfolge im deutschen Tennis bis jetzt beispiellos dastanden. Der minutenlange Applaus galt daher nicht nur der neuen, sondern gerade so herzlich der alten Meisterin, die auf dem Medenplatz so manchen Sieg erstritt.“ Im selben Jahr löste Aussem sie von der Spitze der deutschen Tennisrangliste ab. In Wimbledon trat Friedleben 1927 und 1929 an, kam im Einzel jedoch nie über die erste Runde hinaus. Bei den Französischen Meisterschaften erreichte sie 1927, 1929 und 1930 jeweils das Achtelfinale, in denen sie Cornelia Bouman, Simonne Mathieu bzw. Lilí Álvarez unterlag. Mit ihrem Partner Daniel Prenn gelang ihr in Paris außerdem 1930 das Erreichen des Viertelfinals im Mixed. Zuletzt konnte sie noch 1932 die nationalen Deutschen Meisterschaften gewinnen.
Noch im Frühjahr 1933 wurde Ilse Friedleben auf Rang fünf der deutschen Tennisrangliste geführt. Im April 1933 erfolgte der Ausschluss aller „nichtarischer“ Spieler und Spielerinnen aus den deutschen Tennisvereinen. Da Ilse Friedleben jüdischen Glaubens war, musste sie einem jüdischen Verein beitreten, um weiterhin an Sportwettkämpfen teilnehmen zu können. Anfang April 1935 nahm Ilse Friedleben als Mitglied des JSV Makkabi Frankfurt an der zweiten Makkabiade teil, die in Tel Aviv durchgeführt wurde. Friedleben blieb beim dort durchgeführten Tennis-Turnier im Frauen-Länderkampf ungeschlagen und trug dadurch zum deutschen Gesamtsieg bei.
Nachdem der gemeinsame Sohn im Alter von 12 Jahren gestorben war, wurde ihre Ehe mit Karl Friedleben am 11. Mai 1935 in Frankfurt am Main geschieden.
Beim Tennis-Klubkampf am 28. Juni 1936 zwischen Bar Kochba Frankfurt und Hakoah Köln siegte die hessische Mannschaft mit 6:2, da die beiden Frankfurter Spitzenspielerinnen Ilse Friedleben und Anna Hemp brillierten. Beim Tennis-Turnier am 27. Juni 1937 zwischen Bar Kochba Frankfurt und Hakoah Köln verabschiedete sich Friedleben vom jüdischen Sport in Deutschland. Gemeinsam mit ihrer Mutter Ida emigrierte Ilse Friedleben nach Großbritannien und lebte bis zu ihrem Tod in London. Während des Zweiten Weltkriegs arbeitete sie als Tennislehrerin im Selsdon Park Hotel. Ilse Friedleben starb im Dezember 1963.